# Idaea draconigena
Idaea draconigena är en fjärilsart som beskrevs av Claude Herbulot 1980. Idaea draconigena ingår i släktet Idaea och familjen mätare. Inga underarter finns listade i Catalogue of Life.